# Phoebe brachythyrsa
Phoebe brachythyrsa är en lagerväxtart som beskrevs av Hsi Wen Li. Phoebe brachythyrsa ingår i släktet Phoebe och familjen lagerväxter. Inga underarter finns listade i Catalogue of Life.